# Poecilia mechthildae
Poecilia mechthildae es un pez de la familia de los pecílidos en el orden de los ciprinodontiformes.

## Distribución geográfica
Se encuentra en Sudamérica: Colombia.